# Blauwen en bulten
Blauwen en bulten (Frans:Des Bleus et des bosses) is het 25ste album uit de stripreeks De Blauwbloezen. Het werd getekend door Willy Lambil en het scenario werd geschreven door Raoul Cauvin. Het album werd uitgegeven in 1986.

## Verhaal
Het Noordelijke leger wil een andere koers varen wat betreft het paardenregiment en zijn cavalerie. Ze laten kamelen overschepen om die in te zetten in de strijd met de Zuidelijken, omdat ze schijnbaar wendbaarder zijn. Aan Blutch en Chesterfield wordt de opdracht toevertrouwd de beesten naar hun eindbestemming te begeleiden.

## Personages in het album
- Blutch
- Sgt.Chesterfield
- Generaal Alexander